# Olivaichthys viedmensis
Olivaichthys viedmensis – gatunek słodkowodnej ryby sumokształtnej z rodziny Diplomystidae, typ nomenklatoryczny rodzaju Olivaichthys. 

## Zasięg występowania
Rzeka Negro j jej dopływy na terenie Chile i Argentyny. W Argentynie jest szeroko rozprzestrzeniony, natomiast w Chile spotykany tylko w rzece Baker, uznawanej za jedną z najbardziej burzliwych i szybko płynących rzek w Chile.

## Opis
Płetwa tłuszczowa obecna, położona nad podstawą płetwy odbytowej. Płetwa ogonowa wcięta. Otwór gębowy w położeniu dolny, zaopatrzony w parę grubych wąsików przygębowych. Linia boczna przerwana, podzielona na dwie sekcje.
Osiąga ok. 32 cm długości standardowej (SL). Biologia i ekologia tego gatunku jest słabo poznana.